# Wolfgang Steffen

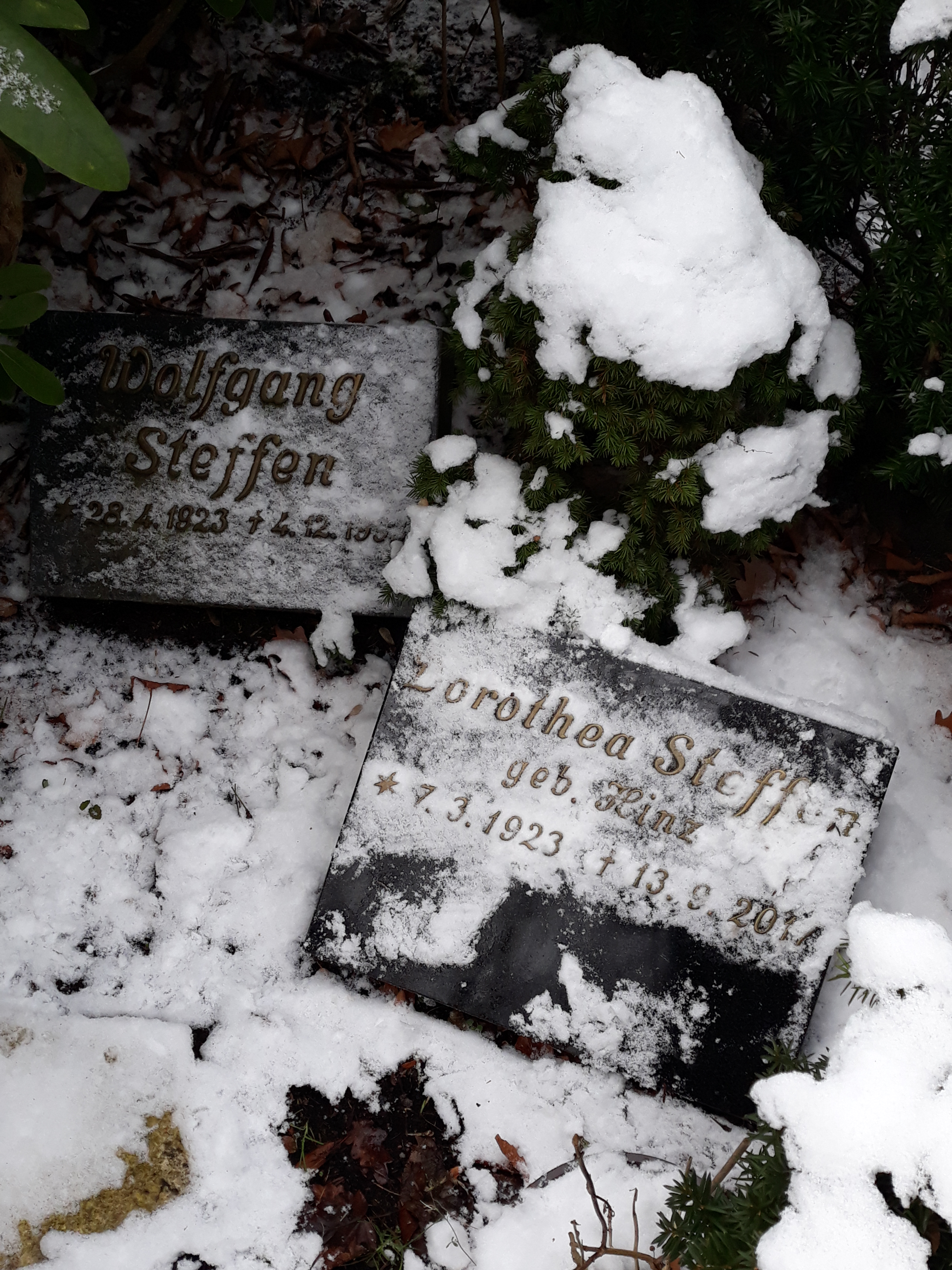
Das Grab von Wolfgang Steffen und seiner Ehefrau Dorothea auf dem Evangelischen Luisenkirchof III in Berlin.

Wolfgang Steffen (* 28. April 1923 in Neuhaldensleben; † 4. Dezember 1993 in Berlin) war ein deutscher Komponist von E-Musik.

## Leben und Werk
Wolfgang Steffen wuchs in einer gutbürgerlichen Familie auf, sein Vater war Direktor einer höheren Schule, die Mutter Frieda Steffen ausgebildete Pianistin. So beschäftigte sich Wolfgang Steffen schon von klein auf mit Musik und begann nach Ende der Schulzeit und des Militärdienstes im Zweiten Weltkrieg sein Musikstudium am Konservatorium in Hamburg-Blankenese bei Theodor Kaufmann. Schon 1946 wechselte Wolfgang Steffen nach Berlin zurück und studierte Komposition unter Heinz Tiessen und Dirigieren, sowie Musik- und Theaterwissenschaft.
Nach seinem Studium leitete Wolfgang Steffen verschiedene Chöre und Orchester in Berlin und erhielt später eine Professur für Musiktheorie an der Universität der Künste Berlin. Er arbeitete zudem über viele Jahre in verschiedenen Gremien der GEMA und war zudem Auslandsreferent des Deutschen Komponistenverbandes.
Wolfgang Steffens kompositorisches Schaffen umfasst vor allem Kammer- und Orchestermusik sowie Chormusik. Etliche der Kompositionen sind Auftragswerke, so entstanden die Klangsegmente op.41 aufgrund eines Auftrags des RIAS, das Orchesterwerk Goslar zur 1000-Jahr-Feier der Stadt Goslar und die Gertrud-Kolmar-Kantate op.65 zur 750-Jahr-Feier der Stadt Berlin. Für sein kompositorisches Schaffen erhielt Wolfgang Steffen den Förderpreis (1972) und Hauptpreis (1979) des Johann-Wenzel-Stamitz-Preises und 1978 das Paula-Spivakova-Stipendium. 1981 erhielt der Komponist das Verdienstkreuz am Bande des Verdienstordens der Bundesrepublik Deutschland. Der Nachlass Wolfgang Steffens ist im Archiv der Akademie der Künste aufbewahrt.

## Kompositionen

### Orchestermusik
- Serenade im alten Stil op. 4 für Flöte und Streichorchester
- Sinfonietta für Streichorchester op. 5
- Tänzerische Impressionen II op. 7a für Klavier, Schlagzeug und Zupforchester
- Meditations de la nuit op. 12 für Klavier und Orchester
- Aus dem Lebensbuch eines Tänzers op. 13a für Orchester
- Konzert für Klavier und Orchester op. 16 [1. und 2. Fassung]
- Konzert für Violine und Orchester op. 32
- Concert pour Clavecin et orchestre op. 34
- Polychromie op. 38a für Klavier und Orchester
- Klangsegemente für Cymbal, Harfe, Cembalo und Orchester op. 41
- Sinfonia da Camera op. 46 für Orchester
- Konzert für 6 Flöten (1 Spieler) und Orchester op. 49
- Concertino für Klavier und Orchester op. 60a
- Sinfonische Dichtung für Orchester op. 73 Goslar
- Berliner Fanfare für Blasorchester
- Heiterer Dialog für Orchester

### Kammermusik
- Klavier-Fantasie in h op. 1
- Trio für Oboe, Klarinette und Fagott op. 2
- Drei Klavierstücke op. 6
- Thema mit acht Variationen op. 3 [Streichquartett Nr. 1]
- Duo-Serenade im alten Stil op. 4a für Flöte und Klavier
- Sonate für Klavier op. 21
- Trio für Klarinette, Violoncello und Klavier op. 23
- Reihenproportionen op. 25 für Klavier
- Diagramm op. 29 für Violoncello und Orgel
- Polychromie op. 38 für Klavier und 10 Instrumente
- Triplum op. 39 für Flöte, Klavier und Schlagzeug
- Trilogie op. 43 für Akkordeon, Flöte und Schlagzeug
- Music for Piano and Seven Players op. 44
- Kammerkonzert op. 48
- Meditation op. 52 für Violine
- Duo für Violoncello und Akkordeon op. 54
- Reflexe op. 56 für Klarinette
- Streichtrio op. 57
- Orgelfantasie op. 58
- Pro Rascher Saxophon Quartett in memoriam op. 59
- Concertino für Klavier und neun Instrumente op. 60
- Piece op. 71 für Gitarre
- Klangdialog op. 72 für Mandoline und Gitarre
- Klangspiele op. 75 für Percussionsensemble

### Chor- und Gesangswerke
- Drei Lieder op. 8
- Hymne op. 11
- Drei Orchesterlieder op. 17
- Zum Segen der Arbeit op. 18
- Der Herr ist ein Fels op. 28a
- Griechische Kantate op. 30a für Jugendchor und Kammerensemble
- Gertrud-Kolmar-Trilogie op. 35 für Sopran und kleines Ensemble
- Oratorium für Chor, Kinderchor, 2 Sprecher, Orgel und Orchester op. 45 Botschaft
- Tagnachtlied op. 50 für gemischten Chor a cappella. B. Schott’s Söhne, Mainz 1980 (SKR 20502)
- Augenblicke op. 62 für 1–7stimmigen gemischten Chor a cappella
- Zwei Chöre op. 68
- Bilder von Aigina op. 69
- Burnt Norton Zyklus op. 70
- Berliner Frühling op. 76 für Tenor und Piano